# Simone Tebet
Simone Nassar Tebet (Três Lagoas, 22 de febrero de 1970) es una abogada, profesora, escritora y política brasileña, afiliada al Movimiento Democrático Brasileño (MDB). Actualmente, ocupa el cargo de Ministra de Planificación y Presupuesto del Brasil desde el 1 de enero de 2023. Previamente, fue Senadora por el estado de Mato Grosso del Sur, afirma ser feminista y ambientalista y fue candidata a la presidencia de Brasil en las elecciones de 2022, con una campaña centrista y socioliberal dentro de la llamada “tercera vía”.
En 2019 fue elegida como la primera presidente de la Comisión de Constitución,Educación e Culctura, considerada la más importante del Senado. Tebet se postuló para presidente del Senado en 2021 contra el senador Rodrigo Pacheco, quien fue respaldado tanto por el presidente Bolsonaro como por el Partido de los Trabajadores del expresidente Lula. Terminó perdiendo el apoyo de su propio partido, pero continuó con la campaña independiente, presentándose como la candidata de la oposición. Terminó perdiendo con solo 21 votos frente a los 57 de Pacheco.
Tebet fue candidata a presidente en las elecciones generales de 2022, con una campaña centrista, pragmática y socioliberal, oponiéndose tanto al presidente Bolsonaro como al expresidente Lula. Dijo que sus prioridades son las políticas sociales, como la educación, la vivienda y el medio ambiente. En febrero, anunció a la economista Elena Landau como coordinadora económica de la campaña. Landau es conocida por su trabajo en la administración del expresidente Fernando Henrique Cardoso y por ser parte de LIVRES, un movimiento social liberal.
Obtuvo el tercer lugar con el 4,16% de los votos. Tebet apoyó a Lula en la segunda vuelta contra Bolsonaro. Algunos sugieren que fue nombrada Ministra de Planificación y Presupuesto debido a este respaldo.
Es hija del exgobernador y senador Ramez Tebet. En junio de 2015, una investigación implicó a Tebet en el desvío de recursos públicos para un contratista fraudulento mientras era alcaldesa de Três Lagoas. Sin embargo, no se ha enfrentado a un proceso judicial por esto.

## Posiciones políticas
Simone Tebet inició su carrera en 2002 cuando fue elegida diputada estatal en Mato Grosso do Sul (Brasil) con 25.251 votos, convirtiéndose en la mujer más votada de ese año. Los medios brasileños la han descrito como una política centrista y socioliberal. Durante su campaña presidencial dijo que representa al "centro democrático".

### Alcaldesa de Três Lagoas
En 2004 fue elegida por primera vez como la primera alcaldesa de Três Lagoas. En su primer mandato mantuvo la fuerte industrialización de la ciudad, iniciada por su antecesor Issam Fares. En febrero de 2006, las inversiones privadas en la expansión industrial de la ciudad en los últimos sesenta meses equivalían a R$ 1.000.000.000,00. La principal inversión privada en la ciudad fue una fábrica de International Paper, que fue inaugurada en 2009 con inversiones equivalentes a US$ 300.000.000,00. Entre 2006 y 2009, la actividad industrial de Três Lagoas creció un 40%. En 2008 fue reelegida con más del 75% de los votos.

### Derechos de las mujeres
Simone Teber se considera feminista y dice que los derechos de las mujeres no deberían ser un tema exclusivo de la izquierda política. Cuando Tebet asumió el liderazgo de la bancada femenina, dijo que se necesita una "perspectiva femenina" para la formulación de políticas en áreas como la salud, la educación y el transporte público.
En cuanto a las políticas, Tebet apoya las cuotas de género para el Congreso, diciendo que el 50% es el ideal para todos los cuerpos legislativos. En 2022, Simone Tebet también se comprometió a tener un gabinete con equilibrio de género. Simone Tebet se opone a la legalización total del aborto, pero lo apoya en algunas circunstancias. Como líder de la bancada femenina, votó en contra de penalizar el aborto en casos de violación.